# Thalassodes progressa
Thalassodes progressa là một loài bướm đêm trong họ Geometridae.